# Природный символ Владивостока

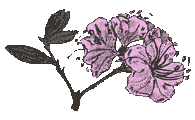
Рододендрон остроконечный — официальный природный символ города Владивостока

Город Владивосток, помимо герба и флага, имеет также свой природный символ, в роли которого выступает цветок рододендрона остроконечного, известный в народе под названием багульник.
Этот символ был принят как дань традиции, распространённой в странах Юго-Восточной Азии: Японии, Китае и некоторых других — считать символами города, провинции, префектуры или штата характерные для данной местности цветок, дерево или животное.
В январе 1993 года, при посещении Владивостока представителями муниципалитета Ниигаты, члены делегации посоветовали городским властям разработать свой цветок-символ, графическое изображение которого украсило бы фронтон здания нового международного аэропорта в этом японском городе.
Один из приморских учёных, профессор Биолого-почвенного института ДВО РАН Сигизмунд Харкевич предложил избрать символом Владивостока цветок рододендрона остроконечного, широко распространённого на юге Приморья и особенно в окрестностях краевого центра.
Постановление № 256 о природном символе города было подписано 28 февраля 1994 года исполняющим обязанности главы администрации В. Гильгенбергом.

ПОСТАНОВЛЕНИЕ

г. Владивостока 28.02.94 г. № 256

О природной символике г. Владивостока

В целях создания природной (натуралистической) символики г. Владивостока.

ПОСТАНОВЛЯЮ:

1. Внести в Проект Устава г. Владивостока положение о природной (натуралистической) символике города.

2. Принять в качестве природного символа, представляющего город Владивосток, цветок рододендрона остроконечного (RHODODENDRON MUCRONULATUM TURCZ).

И. о. главы администрации В. Гильгенберг

В настоящее время Владивосток — единственный город в России, имеющий свою природную символику.